# Kácsi apátság
A kácsi Szent Péter és Pál apostolokról elnevezett apátság, bencés monostor az Örsúr nemzetség birtokán állt, alapítási körülményei ismeretlenek, valószínűleg nemzetségi monostorként épült.

## Története
A Kácsi apátság pontos helye nem ismert, de valószínűsítik, hogy a helyi bővízű forrás mellett állhatott.
Nevét 1248-ban említette először oklevél mint az Örösúr nemzetség és a monostor közös birtokát. Húsz évvel későbbi említésekor, 1268-ban a monostor és Örösúr nembeli kegyurai együtt Szederkénynél, a Tisza mellett lévő Filtó nevű halastavuk eladásakor említették ismét.
1292-ben való említése alkalmával György nevű apátja a kegyurak beleegyezésével szükségből eladta egyik Heves vármegyében fekvő birtokát. 1317 körül talán pálosok is laktak Kácson.
1332-35 között a pápai tizedjegyzék szerint az apáton kívül a Szent Miklósról elnevezett templomának plébános is fizetett pápai tizedet, 1339-ben pedig Szent Keresztről elnevezett kőtemplomát is említették.
1347-ben a monostor kegyurai megosztották közös birtokaikat. A birtokmegosztás során az apátság az Örsúr nemzetség daróci Tibold ágának birtokába került, mely a 18. századig birtokos volt Kácson.
1518-ban György nevű apátját említették, aki mint szavazatszedő vett részt a bencések pannonhalmi káptalanján.
1549-ben a monostort Serédi Gáspár és Balassa Zsigmond katonái dúlták fel, majd a  a török pusztította el a falut.
1568-ban Szegedy Gergely egri kanonok megegyezett Tibold Istvánnal a monostor  kegyurával, hogy járadék fejében életfogytáig birtokolhatja az apátságot.
Az Árpád-kori egykori apátság kőfaragványaiból több az 1860-as években a környéken itt-ott
még fellelhető volt, mára azonban ezeknek is nagyrészt nyoma veszett.